# W. Somerset Maugham
William Somerset Maugham CH (pronúncia em inglês: [ˈsʌməsɪt mɔːm]) (Paris, 25 de janeiro de 1874 — Nice, 16 de dezembro de 1965) foi um dramaturgo, romancista e escritor de contos britânico.
Nascido em Paris, onde passou os primeiros dez anos, Maugham estudou na Inglaterra e foi para uma universidade alemã. Tornou-se estudante de Medicina em Londres e licenciou-se como médico em 1897. Maugham nunca exerceu Medicina e tornou-se escritor a tempo inteiro. O seu primeiro romance, Liza of Lambeth, um estudo sobre a vida nos bairros-de-lata, chamou à atenção, mas foi como dramaturgo que alcançou a celebridade nacional. Em 1908, Maugham teve quatro peças teatrais em exibição, simultaneamente, no West End de Londres. Escreveu a sua 32.ª e última peça em 1933, após a qual abandonou o teatro e se concentrou em romances e contos.
Os romances de Maugham depois de Liza de Lambeth incluem Of Human Bondage (1915), The Moon and Sixpence (1919), O Véu Pintado (1925), Cakes and Ale (1930) e The Razor's Edge (1944). O seus contos foram publicados em colectâneas como The Casuarina Tree (1926) e The Mixture as Before (1940); muitos deles foram adaptados para rádio, cinema e televisão. A sua grande popularidade, e elevado número de vendas, provocaram reacções adversas de críticos intelectuais, muitos dos quais procuraram menosprezá-lo como meramente competente. Avaliações mais recentes, geralmente classificam Of Human Bondage – um livro com vários elementos autobiográficos – como uma obra-prima, e os seus contos são altamente bem vistos pela crítica. O estilo simples de prosa de Maugham tornou-se conhecido pela sua lucidez, mas a ampla utilização de clichés deu origem a comentários negativos por parte da crítica.
Durante a Primeira Guerra Mundial, Maugham trabalhou para o Serviço Secreto Britânico. Mais tarde, serviu-se das suas experiências vividas para escrever algumas histórias publicadas na década de 1920. Embora fosse homossexual, Maugham tentou conformar-se, até certo ponto, com as normas da sua época. Depois de um caso de três anos com Syrie Wellcome, da qual teve uma filha, Liza, casaram-se em 1917. O casamento durou doze anos, mas antes, durante e depois, o principal parceiro de Maugham era um homem mais jovem, Gerald Haxton . Juntos, fizeram visitas prolongadas à Ásia, aos Mares do Sul e a outros destinos; Maugham reunia material para as suas histórias onde quer que fossem. Viveram juntos na Riviera Francesa, onde Maugham organizava grandes festas . Após a morte de Haxton em 1944, Alan Searle tornou-se secretário-companheiro de Maugham pelo resto da vida do autor. Maugham desistiu de escrever romances logo após a Segunda Guerra Mundial, e os seus últimos anos foram marcados pela senilidade. Maugham morreu aos 91 anos.

## Infância e educação
O pai de Somerset Maugham era um advogado que se ocupava dos assuntos legais da embaixada britânica em Paris. Uma vez que a lei francesa previa que todas as crianças do sexo masculino nascidas em território francês estavam obrigadas a fazer o serviço militar, Robert Ormond Maugham mobilizou-se para que William nascesse na embaixada, tirando-lhe, assim, a obrigação de envolver-se em futuras guerras francesas e permitindo que, tecnicamente, nascesse em território britânico. Seu avô, também chamado Robert, também havia sido um prestigiado advogado e co-fundador da English Law Society (Sociedade Inglesa de Leis) e que pretendia que William seguisse os mesmos passos pela estrada jurídica. Porém as coisas não caminharam assim, apesar de seu irmão mais velho, Frederic Herbert Maugham, ter desenvolvido destacada carreira jurídica, convertendo-se em Lord Chancellor, entre 1938 e 1939.
A mãe de Maugham, Edith Mary (cujo nome de solteira era Edith Snell) sofria com a tuberculose, uma condição para a qual os médicos da época prescreviam ter filhos. Assim, Maugham tinha três irmãos mais velhos, já escolarizados em centros de internato e, desse modo, foi criado quase que como filho único. Desafortunadamente, a gravidez não foi remédio para a enfermidade, e Edith Mary Maugham morreu, aos 41 anos, seis anos depois de dar à luz o seu último filho. A morte de sua mãe deixou Maugham traumatizado por toda a vida e ele sempre teve consigo a foto dela na cabeceira da sua cama até a sua morte, aos 91 anos, em 1965.
Dois anos depois do falecimento de sua mãe, morreu o seu pai, vítima de cancro. William foi enviado para Inglaterra, ficando aos cuidados de seu tio Henry MacDonald Maugham, vigário de Whitstable, em Kent. A mudança foi catastrófica. Henry demonstrou ser frio e emocionalmente cruel. Na The King's School, em Cantuária, quase uma versão do purgatório, como contaria posteriormente o escritor, Willian ficou em regime de internato em seus anos de estudante. Lá foi ridicularizado por falar mal o inglês, já que sua língua materna era o francês, e pela sua baixa estatura, uma herança paterna. Nesse período Maugham desenvolveu a disfemia, que o acompanharia por toda vida, ainda que fosse esporádica e dependesse de seu estado de ânimo e das circunstâncias.
Sob os olhos do tio, era submetido a um total controle e as emoções estavam proibidas. Foi forçado a esconder seu temperamento e não expressava suas emoções. Como garoto pacífico, reservado, porém, muito curioso, essa negação das emoções dos outros foi para ele tão dura como a negação dos próprios sentimentos. O resultado foi que Maugham viveu em desgraça, tanto na comunidade religiosa do tio, como na escola, onde era maltratado por companheiros. Tal fato fez com que desenvolvesse a habilidade de fazer observações sarcásticas daqueles que o enfureciam. Tal capacidade se refletiria em alguns de seus personagens e em certas narrações.
Aos dezesseis anos, Maugham recusou-se em continuar no The King's School, e seu tio então deu-lhe permissão para viajar para a Alemanha, onde durante um ano estudou literatura, filosofia e alemão na Universidade de Heidelberg. Naquele país, conheceu John Ellingham Brooks, um inglês dez anos mais velho que ele, com quem teve sua primeira experiência sexual.
De volta a Inglaterra, seu tio conseguiu-lhe um emprego num escritório de contabilidade. No entanto, após um mês, o escritor deixou o seu trabalho e retornou a Whitstable. O tio ficou desgostoso com a situação e procurou um novo emprego para o jovem. O trabalho na igreja foi abandonado, já que um pastor disfêmico pareceria ridículo. Também foi abandonado o emprego público, já que Maugham não se mostrava animado, e também devido às novas leis que obrigavam o candidato a passar por um exame para ingressar na máquina estatal. Para o tio do jovem, tal condição tornava o serviço público algo indecoroso para um cavalheiro.
O médico local sugeriu a medicina e o tio aceitou, mediante certas objeções. Maugham havia começado a escrever aos quinze anos e desejava de forma efervescente dedicar-se à literatura. Porém, por não ser maior de idade, não se atreveu a confessar seus desejos ao tutor. Como consequência, passou os cinco anos seguintes de sua vida como estudante de medicina em Londres.

## Carreira

### Primeiras obras
Muitos leitores e alguns críticos assumem que os anos de estudante de medicina constituíram-se em um hiato na verve criativa do escritor. Porém, o próprio Maugham era de opinião contrária. Pôde viver a agitação da cidade de Londres, conhecer pessoas das classes mais populares, tipos que nunca havia encontrado em outras profissões, ver pessoas em situações de extrema ansiedade e em busca de significados para suas vidas. Nos seus últimos anos, declarou o valor literário de tudo o que viu como estudante de medicina: "Vi homens morrerem. Os vi sofrer de dor. Aprendi o que era esperança, o medo e a ajuda…".
Naquele tempo, estavam na moda os livros escritos por homens e mulheres que viviam de maneira mais livre, que descreviam o valor moral de uma vida de padecimentos — porém, Maugham viu claramente, uma e outra vez, como é corrosivo o padecimento para os valores humanos, como a enfermidade envolvia de forma hostil e amarga as pessoas e nunca disso se esqueceu. Aqui finalmente estava a vida em toda a sua crueza e também a oportunidade de examinar toda a gama de emoções humanas.
Maugham cuidava de sua casa, tinha várias ideias literárias e escrevia todas as noites, concomitantemente aos estudos de medicina. Em 1897 apresentou seu segundo livro a uma editora — o primeiro havia sido uma biografia de Giacomo Meyerbeer, escrita aos dezesseis anos, em Heidelberg.
Liza of Lambeth (Liza a Pecadora), uma narração sobre um adultério na classe operária e suas consequências, bebe nas experiências do estudante praticante de obstetrícia no subúrbio londrino de Lambeth. A novela se enquadra no realismo social dos "escritores dos baixos fundos", como George Gissing e Arthur Morrison. Com toda a franqueza, Maugham ainda se sentiu obrigado a escrever no prólogo da novela que "… é impossível eliminar os erros de fala de Liza e dos outros personagens, portanto, o leitor terá de recompor seus pensamentos nas imperfeições necessárias dos diálogos".
Liza a Pecadora alcançou êxito entre a crítica e o público e a primeira edição foi vendida em semanas. Isso foi o suficiente para convencer Maugham, que já se havia licenciado, a abandonar a medicina e embrenhar-se na carreira literária, atividade na qual ele militaria por 65 anos. Sobre seu debut na profissão de escritor, ele diria posteriormente que "me senti como um peixe na água".
A vida de escritor lhe permitiu viajar e viver em lugares diferentes, como Espanha e Capri, durante a década seguinte. Porém, suas dez obras posteriores não conseguiram rivalizar com o êxito de Liza a Pecadora. A situação mudou radicalmente em 1907 com o extraordinário sucesso de sua peça de teatro Lady Frederick. Durante o ano seguinte, teve quatro obras teatrais representadas simultaneamente em Londres. A revista Punch chegou a publicar uma charge em que Shakespeare aparece roendo as unhas nervoso diante do grande número de peças encenadas do autor.

### Êxito popular - 1914 a 1939
No ano de 1914, Maugham era um homem famoso, com dez obras de teatro representadas e dez novelas publicadas. Era velho demais para alistar-se na Primeira Guerra Mundial. Maugham, porém, serviu na França, como membro da Cruz Vermelha Britânica, no chamado Literary Ambulance Drivers (Condutores de Ambulância Literários), um grupo de 23 conhecidos escritores, entre os quais estavam Ernest Hemingway, John dos Passos e E. E. Cummings. Nesse período, conheceu Frederick Gerald Haxton, um jovem de São Francisco (Estados Unidos), que se converteu em seu companheiro até a sua morte, em 1944. Haxton aparece com o nome de Tony Paxton na obra de teatro de Maugham, de 1917, denominada Our Betters. Mesmo durante a guerra, Maugham continuou escrevendo. Corrigiu nesse período
as provas de Of Human Bondage (Servidão Humana) numa localidade próxima de Dunquerque, durante um período de folga de suas tarefas como condutor de ambulâncias.
Servidão Humana (Of Human Bondage, 1915) foi classificado pelos críticos da época como um dos romances mais importantes do século XX. O livro parece ser bastante autobiográfico — a gagueira de Maugham se transforma em uma deformação congênita dos pés de Philip Carey, o pastor de Whitestable se converte no pastor de Blackstable, e Philip Carey é um médico —, não obstante, o autor insistiu que a obra se tratava muito mais de ficção que de realidade. Em todo caso, a estreita relação entre realidade e literatura foi uma das características da obra maughaniana, apesar da obrigatória declaração de que os personagens da obra eram fictícios. Em 1938, escreveu: "Realidade e ficção estão tão mescladas em minha obra que agora, olhando para ela, dificilmente posso distinguir uma de outra".
Maugham era bissexual. De sua relação com Syrie Wellcomo, filha do fundador de orfanatos Thomas John Barnardo e esposa do empresário farmacêutico inglês, Henry Wellcomo, teve uma filha chamada Mary Elizabeth Maugham, "Liza"(nascida Mary Elizabeth Wellcomo, 1915-1998). Henry Wellcome deu entrada no processo de divórcio, designando Maugham como co-responsável. Em maio de 1917, depois da formalização do processo, Syrie e Maugham se casaram. A esposa se converteu em uma famosa decoradora de interiores que popularizou habitações em branco na década de 1920. Em 1922, Maugham lhe dedicou sua coleção de contos On a Chinese Screen (Em Uma Tela Chinesa). Se divorciaram entre 1927 e 1928, depois de um matrimônio tempestuoso agravado pelas frequentes viagens de Maugham e por sua ininterrupta relação com Haxton.
Maugham voltou à Inglaterra, deixando suas tarefas na unidade de ambulâncias para promover Servidão Humana, porém, tão logo terminou essa divulgação, voltou para o campo de batalha. Incapaz de incorporar-se novamente na unidade de ambulâncias, foi apresentado por Syrie a um oficial da inteligência britânica e, em setembro de 1915, foi trabalhar na Suíça, recolhendo informações para o serviço secreto, apoiando-se em sua condição de escritor.
Em 1916, viajou para o Pacífico, para obter subsídios para sua próxima novela, The Moon and Sixpence, baseada na vida de Paul Gauguin. Foi a primeira das viagens através dos estertores do mundo imperial dos anos 1920 e 30, que situaram Maugham de maneira definitiva no imaginário popular como o cronista dos últimos dias do colonialismo na Índia, Sudeste Asiático, China e Pacífico, ainda que as obras que fundamentam essa reputação não sejam mais que uma fração de toda sua literatura. Nessa viagem, e nas posteriores, esteve acompanhado de Haxton, a quem considerava indispensável para seu êxito como escritor. Maugham era profundamente tímido e o extrovertido Haxton o ajudava constantemente a conseguir material humano que seria convertido em ficção.
Em junho de 1917, foi chamado por Sir William Wiseman, chefe do Serviço Secreto Britânico, para executar uma missão especial na Rússia, para conseguir implicar o governo provisório russo na guerra, fazendo frente à propaganda pacifista da Alemanha. Dois meses e meio depois, os bolcheviques tomaram o controle do país. O trabalho se tornou impossível, porém Maugham defendeu posteriormente que se tivesse chegado seis meses antes poderia ter obtido êxito.
Tranquilo e observador, Maugham tinha o temperamento idôneo para o trabalho da inteligência, que ele acreditava ter herdado do homem das leis que fora seu pai: uma destreza para emitir juízos frios e capacidade de não ser enganado pelas aparências.
Não deixando perder nenhuma experiência da vida real para a literatura, Maugham aproveitou as suas ações como espião em uma coleção de contos sobre um espião cabeludo, distante e sofisticado, chamado Ashenden (1928), livro que posteriormente Ian Fleming citaria como uma de suas influências para criar seu famoso James Bond.
Em 1928, Maugham adquiriu a Villa Mauresqe, uma propriedade de doze acres em Cap Ferrat, na Riviera Francesa, que seria a sua casa para o resto da vida e um dos melhores salões sociais e literários dos anos 1920 e 30. Sua produção continuou sendo prodigiosa, escrevendo para o teatro, novelas, ensaios e livros de viagens. Por volta de 1940, com a tomada da França pelos alemães, foi forçado a abandonar a Riviera, e converteu-se em um "refugiado". Nessa época era um dos escritores em língua inglesa mais famosos do mundo e também um dos mais ricos.

### O grande veterano das letras
Maugham, com seus 60 anos, passou quase toda a Segunda Guerra Mundial nos Estados Unidos, primeiramente em Hollywood, onde trabalhou em diversos setores, e onde foi um dos primeiros escritores a conseguir lucros significativos com as adaptações cinematográficas de suas obras e, posteriormente, no sul. Durante sua estada, foi requerido pelo governo norte-americano para apresentar conferências de cunho patriótico em apoio à ajuda norte-americana à Grã-Bretanha. Gerald Haxton morreu em 1944 e Maugham voltou para a Inglaterra e, depois, em 1946, para a sua vila francesa, onde voltou a estabelecer residência, com interrupções devido às frequentes e longas viagens, até a sua morte.
O vácuo deixado pela morte de Haxton foi preenchido por Alan Searle. Maugham o havia conhecido em 1928. Era um jovem do subúrbio londrino de Bermondsey e já havia mantido relações homossexuais com homens mais velhos. Foi uma companhia fiel, senão estimulante. Contudo, a vida sentimental de Maugham jamais foi tranquila. Certa vez confessou: "Principalmente amei pessoas que não se preocupavam ou faziam pouco de mim. Quando alguém me amava eu me sentia preocupado... para não ferir seus sentimentos, várias vezes simulei uma paixão que não sentia".
Os últimos anos de Maugham foram tristemente marcados por alguns escândalos que, possivelmente, foram desencadeados devido à decadência intelectual do escritor, fruto da demência. O jovem Maugham teria sido demasiado astuto e discreto para cometer tais erros. O pior desses escândalos, e o que lhe custou a perda de muitos amigos, foi um amargo ataque à falecida Syrie, em um volume de memórias denominado Looking Back (Olhando para Trás), lançado em 1962. Ao final da vida, Maugham adotou Searle como filho, com o propósito de assegurar-lhe como herança a vila francesa, decisão que não foi bem aceita por sua filha Liza e seu esposo, Lord Glendevon, que deixou de mencionar Maugham em seus comentários públicos.

## Êxito
O êxito comercial, com elevados volumes de vendas, as produções teatrais de sucesso e uma grande série de adaptações cinematográficas, além de pródigos investimentos em bolsa, permitiram a Maugham viver uma vida muito confortável. Pequeno e débil, Maugham sempre se orgulhou de sua resistência, que lhe permitiu como adulto manter uma abundante produção literário. No entanto, apesar de seus trunfos, jamais conseguiu um elevado respeito por parte dos críticos e companheiros escritores. Esses atribuíam uma carência de lirismo a sua obra, além de criticaram o reduzido vocabulário e um uso pobre da metáfora.
Contudo, parece que Maugham não seguia esse caminho só, pois escrevia em um estilo direto. Não há nada em um livro de Maugham que necessite de explicação ao público por parte dos críticos. Seu pensamento era claro e seu estilo lúcido. Expressava assertivas e, em algumas ocasiões, opiniões em uma prosa bonita e civilizada. Escreveu em um período em que a literatura modernista experimental, como a de William Faulkner, Thomas Mann, James Joyce e Virginia Woolf, ia ganhando popularidade e respeito da crítica. Nesse contexto, sua prosa foi qualificada como um "tecido de clichês de que só maravilha a capacidade do autor de envolver tantos e tantos e sua infalível incapacidade de contar qualquer coisa de maneira original", por Gore Vidal, em artigo de 1990, no The New York Review of Books.
Ao decidir conhecer o mundo e também por ter tido uma significativa aproximação com as classes mais baixas, Maugham assumiu um comportamento literário difuso do pedantismo aristocrático vigente na Europa. Trouxe à tona temas longínquos para o grande público e também trouxe para páginas de livros que repousaram em estantes milionárias um pouco da vivacidade e da dificuldade daqueles que viviam na parte mais baixa da escala social. Em Creatures of circumstance escreveu: "Eu nunca pretendi ser algo mais do que um contador de historias. Eu me divirto contando historias e escrevi muitas delas. Para mim é um infortúnio o fato de contar uma história somente pelo motivo dela em si é uma atividade que não conta com o favor da intelligentsia. É um infortúnio que tento escutar com fortaleza".
Sua inclinação homossexual também impregna sua obra. Dado que na vida real tendia a considerar as mulheres atrativas como rivais sexuais, por várias vezes apresenta as necessidades e tendências sexuais de seus personagens femininos de uma maneira bem diferente dos autores da época. Liza of Lambeth, Cakes and Ale e The Razor's Edge apresentam mulheres dispostas a não renunciar a seus intensos desejos sexuais, sem se preocuparem com as consequências.
Também o fato de que a tendência sexual de Maugham era desaprovada e até criminalizada em vários países que visitou, fez com que o escritor fosse particularmente tolerante com os vícios de seus pares. Os leitores e os críticos lamentavam que Maugham não condenasse clara e suficientemente os maldosos de suas obras. O artista replicou em 1938: "Pode ser um defeito meu, mas não me preocupam muito os pecados dos outros, excetuando aqueles que me afetam pessoalmente".
A percepção do mesmo Maugham sobre as suas próprias capacidades era modesta. No final de sua carreira, disse que poderia ser considerado como "um escritor dos melhores entre os escritores da segunda fila".
Maugham iniciou uma coleção de pinturas teatrais antes da primeira guerra mundial e tal coleção ganhou tanta magnitude até se converter na segunda mais importante do mundo, depois apenas da de Garret Club Mander & Mitchenson. Em 1948, ele doou o acervo ao Trustees of the National Theatre, que apresentou a exposição por mais de 14 anos após a morte do escritor. Em 1994, o acervo foi transferido para o Museu do Teatro de Covent Garden.

## Principais obras
Considera-se que Servidão Humana, obra magna de Maugham, venha a ser uma novela autobiográfica, pois seu protagonista, Philip Carey, é órfão e criado por um tio impiedoso, como no caso do autor. A deformação dos pés de Philip provoca-lhe tormentos e vergonha, que evocam os problemas de Maugham com sua disfemia. As últimas novelas de êxito também foram baseadas em personagens reais: The Moon and Sixpence narra a vida do pintor Paul Gauguin e Cakes and Ale contém sutis caracterizações dos escritores Thomas Hardy e Hugh Walpole. Outra obra francamente inspirada em um personagem real é The Magician (O Mago), na qual o personagem Oliver Haddo é uma caracterização segundo algumas interpretações do místico Aleister Crowley.
Uma das obras mais importantes de Maugham, The Razor's Edge (No Fio da Navalha), publicada em 1944, foi um caso atípico de sua produção. A maior parte da história se desenvolve na Europa, seus principais personagens são norte-americanos e não britânicos. O protagonista é um decepcionado veterano da primeira guerra mundial que abandona seus amigos ricos e seu estilo de vida e viaja para a Índia em busca da iluminação. Os temas do misticismo oriental e o asco provocado pela guerra chocaram os leitores num momento em que a segunda guerra mundial terminava. Logo após o aparecimento do livro, uma adaptação cinematográfica dele foi realizada.
Dentre as suas narrações curtas, destacam-se aquelas sobre a vida dos colonos, muitos deles britânicos, e o preço que se paga pelo isolamento. Alguns dos mais destacados contos de Maugham são Rain, Footprints in the Jungle e Outstaions. Rain (Chuva), em especial, narra a desintegração moral de um missionário que tinha a intenção de converter Sadie Thompson, uma prostituta de uma ilha do Pacífico. O conto adquiriu uma grande fama e foi adaptado para o cinema. Maugham disse que muitos de seus contos eram baseados em histórias reais que viu durante suas viagens aos confins do Império Britânico. Deixou para trás uma grande coleção de anfitriões enojados e um escritor "anti-Maugham" contemporâneo escreveu uma memória de suas viagens intitulada Gin and Bitters.
Maugham foi um dos "escritores de viagem" que mais se destacaram nos anos de entreguerras e pode equipar-se com contemporâneos como Evelyn Waugh e Freya Stark. Entre suas melhores obras desse estilo, vale destacar The Gentleman in the Parlour, sobre uma viagem através da Birmânia, Tailândia, Camboja e Vietnã, e On a Chinese Screen, uma séria de breves notas que podem ser considerados, inclusive, esboços de contos jamais desenvolvidos.
Influenciado pelos diários que publicou o escritor francês Jules Renard, Maugham publicou em 1949 uma seleção de seus próprios diários, com o título A Writer's Notebook. Os textos selecionados são, por natureza, episódicos e de qualidade variável, cobrindo mais de 50 anos de vida do escritor, e contendo muito material interessante para pesquisadores e admiradores da obra maughaniana.

## Influência
Em 1947, Maugham instituiu o Prêmio Somerset Maugham para reconhecer o melhor escritor britânico com menos de 35 anos e que tivera uma obra de ficção publicada no ano anterior. Entre os escritores ganhadores do prêmio encontram-se Vidiadhar S. Naipaul, Kingsley Amis, Martin Amis e Thom Gunn. Quando morreu, Maugham doou seus róialtis para o Royal Literary Fund.
Um dos poucos escritores posteriores que reconheceram a influência de Maugham foi Anthony Burgess, autor de livros como Laranja Mecânica e Sementes Malditas, que incluiu um complexo e fictício retrato de Maugham na novela Earthly Powers. George Orwell também manifestou que seu estilo recebeu influências de Maugham. O norte-americano Paul Theroux, em sua compilação de contos The Consul's File, atualiza o mundo colonial do escritor britânico em um ambiente de expatriados na moderna Malásia.
O filme Seven, de 1995, presta homenagens a Maugham, contendo um personagem interpretado por Morgan Freeman chamado tenente Somerset, além de trazer referências explícitas à Servidão Humana.

## Obras

### Narrativas, livros de viagem e críticas
| Nº na série | Título original                                                       | Título no Brasil                                                  | Tradução                                 | Ano    | Editora                                                         |
| ----------- | --------------------------------------------------------------------- | ----------------------------------------------------------------- | ---------------------------------------- | ------ | --------------------------------------------------------------- |
| 01          | Liza of Lambeth                                                       | O Pecado de Liza                                                  | Leonel Vallandro                         | (1897) | Rio Gráfica                                                     |
| 01          | Liza of Lambeth                                                       | A garota de Lambeth, romance                                      |                                          | (1897) | Editora Vecchi                                                  |
| 02          | The Making of a Saint                                                 |                                                                   |                                          | (1898) |                                                                 |
| 03          | Orientations                                                          | Orientações                                                       |                                          | (1899) |                                                                 |
| 04          | The Hero                                                              | O Heroi                                                           |                                          | (1901) |                                                                 |
| 05          | Mrs. Craddock                                                         | Senhora Craddock                                                  |                                          | (1902) |                                                                 |
| 05          | Mrs. Craddock                                                         | Uma história de amor                                              |                                          | (1902) | Globo                                                           |
| 06          | The Merry-go-round                                                    |                                                                   |                                          | (1904) |                                                                 |
| 07          | The Land of the Blessed Virgin: Sketches and Impressions in Andalusia | A Terra da Virgem Sagrada: Esboços e Impressões da Andalusia      |                                          | (1905) |                                                                 |
| 08          | The Bishop's Apron                                                    |                                                                   |                                          | (1906) |                                                                 |
| 09          | The Explorer                                                          |                                                                   |                                          | (1908) |                                                                 |
| 10          | The Magician                                                          | O Mágico                                                          |                                          | (1908) | Globo                                                           |
| 11          | Of Human Bondage                                                      | Servidão Humana                                                   |                                          | (1915) |                                                                 |
| 12          | Moon and Sixpence                                                     | Um Gosto e Seis Vinténs                                           | Rodrigo Petronio                         | (1919) | Globo                                                           |
| 12          | Moon and Sixpence                                                     | Um Gosto e Seis Vinténs                                           | Rosane Maria Pinho                       | (1919) | Record; Abril Cultural; Círculo do livro                        |
| 13          | The Trembling of a Leaf                                               |                                                                   |                                          | (1921) |                                                                 |
| 14          | On a chinese screen                                                   | Biombo Chinês                                                     | Mário Quintana                           | (1922) | Globo; Livros do Brasil                                         |
| 15          | The Painted Veil                                                      | O Véu Pintado                                                     | Hamilcar de Garcia                       | (1925) | Civilização Brasileira; Globo; Record; Círculo do livro         |
| 16          | The Casuarina Tree: Six Stories                                       | A Casuarina                                                       |                                          | (1926) | Globo                                                           |
| 17          | The traitor                                                           | O Traidor                                                         | Oswaldo da Purificação                   | (1927) | Nova Época                                                      |
| 18          | The Letter                                                            | A Carta (História de um Crime)                                    |                                          | (1930) | Editora Meridiano                                               |
| 19          | Tradução de: Ashenden, ou, The British agent                          | O Agente Britânico                                                | Vidal de Oliveira                        | (1928) | Globo, Rio Gráfica                                              |
| 20          | The gentleman in the parlour                                          | Cavalheiro de Salão: Crônica de uma Jornada de Rangun a Hai Phong | Mário Quintana                           | (1930) | Globo; Livros do Brasil                                         |
| 21          | Cakes and ale or the skeleton in the cupboard                         | O Destino de um Homem                                             | Moacir Werneck de Castro                 | (1930) | Globo                                                           |
| 22          | Six Stories Written in the First Person Singular                      | Primeira pessoa do singular                                       | Leonel Vallandro                         | (1931) | Record                                                          |
| 22          | Six Stories Written in the First Person Singular                      | Seis Novelas                                                      | Leonel Vallandro                         | (1931) | Globo (Coleção Nobel, nº 83)                                    |
| 23          | The Book Bag                                                          |                                                                   |                                          | (1932) |                                                                 |
| 24          | The narrow corner                                                     | Um Drama na Malásia                                               | Teodemiro Tostes                         | (1932) | Globo; Rio Gráfica                                              |
| 25          | Ah King                                                               | Ah King                                                           | Leonel Vallandro e Lígia Junqueira Smith | (1933) | Globo; Record                                                   |
| 26          | The Three Fat Women of Antibes                                        | As Três Mulheres de Antibes                                       |                                          | (1933) | Globo                                                           |
| 27          | The Judgement Seat                                                    |                                                                   |                                          | (1934) |                                                                 |
| 28          | Don Fernando                                                          | Don Fernando                                                      |                                          | (1935) | Globo                                                           |
| 29          | Consmopolitans                                                        | Cosmopolita - 29 Histórias                                        | Juvenal Jacinto e Gilberto Miranda       | (1936) | Globo                                                           |
| 30          | The trembling of a leaf                                               | Histórias dos Mares do Sul                                        | Leonel Vallandro                         | (1936) | Globo, Círculo do livro                                         |
| 31          |                                                                       | A Outra Comédia                                                   |                                          | (1937) |                                                                 |
| 32          | The Summing Up                                                        | Exame de consciência                                              |                                          | (1938) |                                                                 |
| 32          | The Summing Up                                                        | Confissões                                                        | Mário Quintana                           | (1938) | Globo                                                           |
| 33          | Christmas Holiday                                                     | Férias de Natal                                                   | Leonel Vallandro                         | (1939) | Folha de S.Paulo                                                |
| 34          | Princess September                                                    | A Princesa Setembro e o Rouxinol                                  |                                          | (1939) |                                                                 |
| 35          |                                                                       | Meu Diário de Guerra                                              |                                          | (1940) |                                                                 |
| 36          | Books and You                                                         | Os Livros e Você                                                  |                                          | (1940) | Vimara Editor                                                   |
| 37          | The Mixture as Before (coletânea de contos)                           | Ver lista dos títulos em tabela própria                           | Otávio Mendes Cajado e Leonel Vallandro  | (1940) | Globo                                                           |
| 38          | Up at the villa                                                       | Um Casamento em Florença                                          |                                          | (1941) | Globo                                                           |
| 38          | Up at the villa                                                       | Uma paixão em Florença                                            | Celina Cavalcante Falck                  | (1941) | Record                                                          |
| 39          | Strictly personal                                                     | Assunto Pessoal                                                   | Leonel Vallandro                         | (1941) | Globo                                                           |
| 40          |                                                                       | A Hora Antes do Amanhecer                                         |                                          | (1942) | Livraria do Globo                                               |
| 41          |                                                                       | A Indomável                                                       |                                          | (1944) | Globo                                                           |
| 42          | The Razor's Edge                                                      | O Fio da Navalha                                                  | Lígia Junqueira Smith                    | (1944) | Abril Cultural; Círculo do livro; Rio Gráfica; Folha de S.Paulo |
| 42          | The Razor's Edge                                                      | O Fio da Navalha                                                  | Lino Vallandro e Vidal Serrano           | (1944) | Globo                                                           |
| 43          | Then and now                                                          | Maquiavel e a Dama                                                | Érico Veríssimo                          | (1946) | Globo; Livros do Brasil                                         |
| 44          | Of human bondage                                                      | Servidão Humana                                                   | Antônio Barata                           | (1946) | Globo; Abril Cultural; Círculo do livro                         |
| 45          | Creatures of Circumstance                                             |                                                                   |                                          | (1947) |                                                                 |
| 46          | Catalina                                                              | Catalina                                                          | Leonel Vallandro                         | (1948) | Globo; Livros do Brasil                                         |
| 47          | Quartet                                                               |                                                                   |                                          | (1948) |                                                                 |
| 48          | Great Novelists and Their Novels                                      |                                                                   |                                          | (1948) |                                                                 |
| 49          | A Writer’s Notebook                                                   |                                                                   |                                          | (1949) |                                                                 |
| 50          |                                                                       | Trio                                                              |                                          | (1950) |                                                                 |
| 51          |                                                                       | Ponto de Vista                                                    |                                          | (1951) |                                                                 |
| 52          | Encore                                                                |                                                                   |                                          | (1952) |                                                                 |
| 53          | The Vagrant Mood                                                      |                                                                   |                                          | (1952) |                                                                 |
| 54          | The Noble Spaniard                                                    |                                                                   |                                          | (1953) |                                                                 |
| 55          | Ten Novels and Their Authors                                          |                                                                   |                                          | (1954) |                                                                 |
| 56          | Points of View                                                        | Pontos de vista : cinco ensaios                                   | Juvenal Jacinto                          | (1958) | Globo                                                           |
| 57          | Purely for My Pleasure                                                |                                                                   |                                          | (1962) |                                                                 |

### Teatro
- A Man of Honour (1903)
- Lady Frederick (1912)
- Jack Straw (1912)
- Mrs Dot (1912)
- Penelope (1912)
- The Explorer (1912)
- The Tenth Man (1913)
- Landed Gentry (1913)
- Smith (1913)
- The Land of Promise (1913)
- The Unknown (peça de teatro (1920)
- The Circle (1921)
- Caesar's Wife (1922)
- East of Suez (1922)
- Our Betters (1923)
- Home and Beauty (1923)
- The Unattainable (1923)
- Loaves and Fishes (1924)
- The Constant Wife (1927)
- The Letter (1927)
- The Sacred Flame (1928)
- The Bread-Winner (1930)
- For Services Rendered (1932)
- Sheppey (1933)

## Adaptações para o cinema
- Sadie Thompson (1928), filme mudo com Gloria Swanson e Lionel Barrymore. Baseado no conto Miss Thompson que posteriormente foi chamado de Rain.
- The Letter (1929) com Jeanne Eagels, O.P. Heggie, Reginald Owen e Herbert Marshall. Baseado na obra de teatro homônima.
- Rain (1932), a primeira versão sonora, com Joan Crawford e Walter Huston.
- Of Human Bondage (1934) com Leslie Howard e Bette Davis. Baseada na novela homônima.
- The Painted Veil (1934) com Greta Garbo e Herbert Marshall. Baseada na novela homônima.
- The Vessel of Wrath (1938) com Charles Laughton; apresentada nos Estados Unidos como The Beachcomber. Baseada na novela homônima.
- The Letter (1940) com Bette Davis, Herbert Marshall, James Stephenson, Frieda Inescort e Gale Sondergaard. Baseada na obra de teatro homônima.
- The Moon and Sixpence (1942) com George Sanders. Baseada no conto homônimo.
- The Razor's Edge (1946) com Tyrone Power e Gene Tierney. Baseado na novela homônima.
- Of Human Bondage (1946) versão com Eleanor Parker.
- Quartet (1948) Maugham aparece como ele mesmo na introdução. Baseado em quatro de seus contos.
- Trio (1950) Maugham aparece como ele mesmo na introdução. Baseado em Três de seus contos.
- Encore (1951) Maugham aparece como ele mesmo na introdução. Baseado três de seus contos.
- Miss Sadie Thompson (1953), uma versão semi-musical com Rita Hayworth e José Ferrer.
- The Beachcomber (1958). Baseada na novela The Vessel of Wrath; não confundir com a versão de 1938.
- Julia, du bist zauberhaft (1962) com Lilli Palmer e Charles Boyer. Baseada na novela Theatre.
- Of Human Bondage (1964) versão com Laurence Harvey e Kim Novak.
- The Letter (1969) com Eileen Atkins. Baseada na novela homônima. (Telefilme)
- The Letter (1982) com Lee Remick, Jack Thompson e Ronald Pickup. Baseada na obra de teatro homônima. (Telefilme)
- The Razor's Edge (1984) com Bill Murray. Baseado na obra homônima.
- Up at the Villa (2000) com Kristin Scott Thomas e Sean Penn, dirigida por Philip Haas. Baseada na obra homônima.
- Being Julia (2004) com Annette Bening. Baseada na obra Theatre.
- The Painted Veil (2006) com Naomi Watts e Edward Norton. Baseada na obra homônima.